# Салах ад-Дин ас-Саббах
Салах ад-Дин ас-Сабах (1889, Мосул — октябрь 1945, Багдад) — иракский военный деятель, лидер так называемого «Золотого квадрата», один из идеологов панарабизма.

## Биография

### Ранняя жизнь
Его мать была иракского происхождения, отец же приехал в Ирак из Ливана. По вероисповеданию был суннитом. Окончил военное училище в Константинополе и в 1915 году получил звание 1-го лейтенанта. Во время Первой мировой войны воевал в армии Османской империи, был взят в плен. В 1921 году, вскоре после провозглашения зависимого от Великобритании королевства Ирак и коронации Фейсала I, прибыл в страну и был принят в состав её вооружённых сил. В последующие годы он получал дополнительное военное образование в Великобритании и Бельгии, с 1924 года был преподавателем военного училища в Багдаде и в школе Генерального штаба. К 1936 году он был произведён в полковники и принял командование над 3-й дивизией иракской армии.

### Заговор против Бакра Сидки и создание «Золотого квадрата»
Будучи панарабистом, он негативно относился к политическому курсу, сложившемуся после государственного переворота 1936 года, когда правительство Хикмета Сулеймана при поддержке главнокомандующего вооружёнными силами Ирака Бакра Сидки ориентировалось в международных делах в основном на Иран и Турцию. Вместе с шестью другими старшими офицерами (Амин аль-Умар, Камиль Забиб, Абд аль-Азиз Замулк, Махмуд Салман, Хусейн Фаузи и Фахим Саид) образовал заговор, целью которого было убийство Бакра Сидки, являвшегося основным гарантом продолжения существования правительства Сулеймана. В результате в августе 1937 года Сидки был убит в аэропорту Мосула. Вследствие этого события армия фактически прекратила подчиняться правительству, что привело к падению кабинета Сулеймана.
Ас-Саббах и другие участники заговора стали после этого события, по сути, самыми важными людьми в Ираке: де-факто они могли принимать решения о назначении людей на самые высокие посты в государстве, хотя и не вмешивались обычно в повседневную работу сформированных с их согласия ведомств. Офицеры навязали гражданским политикам идеологию панарабизма, которая, по их мнению, была основой иракской идентичности. Они хотели, чтобы Ирак играл ведущую роль в процессе объединения арабов и создании их единого, мощного государства. Вторым столпом арабской самобытности в представлениях ас-Саббаха была исламская религия. При этом офицеры не интересовались социальными проблемами страны. Группа из семи офицеров решила поручить королю Гази I назначить премьер-министром сначала Джамиля аль-Мидфаи (декабрь 1937 года), а затем Нури аль-Саида (декабрь 1938 года).
В 1939 году ас-Саббах вместе с Забибом, Салманом и Саидом создал так называемый «Золотой квадрат» — неформальную группу военных, осуществляющую фактический контроль над иракским государством. Правительство Нури аль-Саида согласовывало с ними все свои действия. Такая политика снизила его значение и в конечном итоге привела к его отставке в 1940 году. В том же году ас-Саббах был назначен заместителем начальника штаба иракской армии.
Чтобы ослабить позиции офицеров-панарабистов, регент Абд аль-Илах назначил новым премьер-министром Рашида Али аль-Гайлани, что привело к созданию правительства национального единства, объединявшего политиков пробританской ориентации. В то же время ас-Саббах, как и другие арабские националисты, был убеждён в неизбежной военной победе Третьего рейха (в этом вопросе их вдохновляла деятельность Амина аль-Хусейни) и утверждал, что Ирак не должен провоцировать немцев, оказывая ту или иную военную поддержку Великобритании.
Давление «Золотого квадрата» на премьер-министра (вместе с другими факторами) имело эффекты; аль-Гайлани, вопреки ожиданиям регента, переходил на всё более антибританские позиции. Поэтому когда регент начали требовать его отставки, ас-Саббах защитил его правительство и заявил, что в случае отставки аль-Гайлани применит военную силу, чтобы восстановить его правительство. В итоге аль-Гайлани покинул должность в январе 1941 года, когда «Золотой квадрат» пришёл к выводу, что военным не стоит вмешиваться в эти дела и рисковать инициировать гражданскую войну его защитой. Первоначально он признал в качестве нового премьер-министра Таха аль-Хашими. Однако поняв, что тот не собирается делиться властью с офицерами, ас-Саббах и его товарищи были вынуждены силой добиться его отставки.

### Переворот аль-Гайлани и вмешательство Великобритании
Он поддержал переворот аль-Гайлани в 1941 году. Ас-Саббах принял участие в переговорах с представителями Третьего рейха о поддержке панарабского движения. «Золотой квадрат» также убедил аль-Гайлани отклонить требования Великобритании о развёртывании дополнительных британских сил в Ираке (право на что им давало иракско-британское соглашение 1930 года). В результате в мае британские войска атаковали иракские силы, одержали победу и вошли в Багдад, что привело к свержению правительства аль-Гайлани.
Вместе с аль-Гайлани, членами его правительства и другими влиятельными офицерами ас-Саббах покинул Багдад до падения города и эмигрировал в Иран. Затем он переехал в Турцию. В Ираке он был заочно приговорён к смертной казни на волне чисток, проводимых новым пробританским правительством Нури аль-Саида. Захваченный англичанами в 1945 году, ас-Саббах был выдан и казнён иракским правительством, как и другие лица, входившие в «Золотой квадрат». Написал автобиографию.